# Digital Liberty Coalition

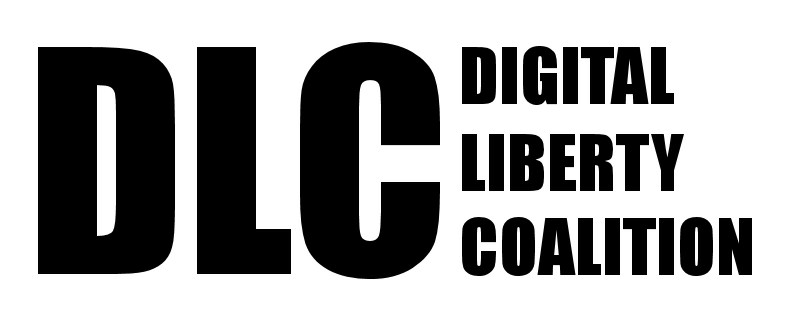
Логотип Digital Liberty Coalition

Digital Liberty Coalition (с англ. — «Коалиция цифровой свободы») — некоммерческая австралийская национальная организация, выросшая из общественной негативной реакции на планы австралийского правительства по обязательной фильтрации содержимого Интернета на уровне интернет-провайдеров. Включает разнообразные действия своих рядовых членов. Провела свой первый общенациональный сбор 1 ноября 2008 года в столицах нескольких штатов Австралии .
Согласно сайту DLC, целью организации является продвижение свободы слова в интернете и требование привести в соответствие с конституцией законодательные поправки, нарушающие гражданские права и свободы .